# Елеонора Вільгельміна Ангальт-Кетенська
Елеонора Вільгельміна Ангальт-Кетенська (нім. Eleonore Wilhelmine von Anhalt-Köthen, 7 травня 1696 — 30 серпня 1726) — принцеса Ангальт-Кетенська з династії Асканіїв, донька князя Ангальт-Кетену Емануеля Лебрехта та Ґізели Агнеси фон Рат, рейхсграфині Нінбурзької; дружина принца Фрідріха Ердмана Саксен-Мерзебурзького, а після його смерті — герцога Саксен-Веймару Ернста Августа I.

## Біографія
Народилась 7 травня 1696 року у Кетені. Була третьою дитиною та старшою донькою в родині князя Ангальт-Кетену Емануеля Лебрехта та його таємної морганатичної дружини Ґізели Агнеси фон Рат, зведеної у ранг рейхсграфині. Мала старшого брата Леопольда. Ще один брат помер немовлям до її народження. Згодом сімейство поповнилося трьома молодшими дітьми, з яких дорослого віку досягли Август Людвіг та Крістіана Шарлотта. Шлюб батьків був офіційно визнаний імператором Леопольдом I у 1699 році.
Втратила батька у 8-річному віці. Матір більше не одружувалася; виконувала функції регента при старшому синові протягом наступного десятиліття.
15 лютого 1714 року 17-річна Елеонора Вільгельміна стала дружиною 22-річного принца Фрідріха Ердмана Саксен-Мерзебурзького, який походив з Альбертинської лінії Веттінів і був молодшим братом та спадкоємцем правлячого герцога Саксен-Мерзебургу Моріца Вільгельма. Весілля пройшло у Кьотені. З нагоди одруження наречений отримав в апанаж амт Діскау й завів власний двір. Втім, він раптово помер менш, ніж за чотири місяці після весілля. Дітей у подружжя не з'явилося.
24 січня 1716 року 19-річна Елеонора Вільгельміна вийшла заміж вдруге за 27-річного правлячого герцога Саксен-Веймару Ернста Августа I. Втім, фактичним володарем герцогства був дядько нареченого, Вільгельм Ернст. 
Вінчання відбулося у Нінбурзі. Під час весільних урочистостей брат нареченої, Леопольд, познайомився з композитором Йоганном Себастьяном Бахом, який працював у Веймарі, та запросив його до Кьотену на посаду придворного капельмайстра. Елеонора Вільгельміна стала хрещеною матір'ю одного із синів композитора.
Шлюб пари виявився щасливим. За кілька місяців після весілля герцогиня завагітніла і у липні 1717 року народила двійню. Всього у подружжя було восьмеро дітей.
30 серпня 1726 року Елеонора пішла з життя. Була похована у князівській крипті у Веймарі. Чоловік важко переживав утрату і вирушив у тривалі мандри, аби прийти до тями. Після смерті спадкоємця, у 1734 році оженився вдруге.

## Родина
Чоловік — Фрідріх Ердман Саксен-Мерзебурзький

Дітей не було

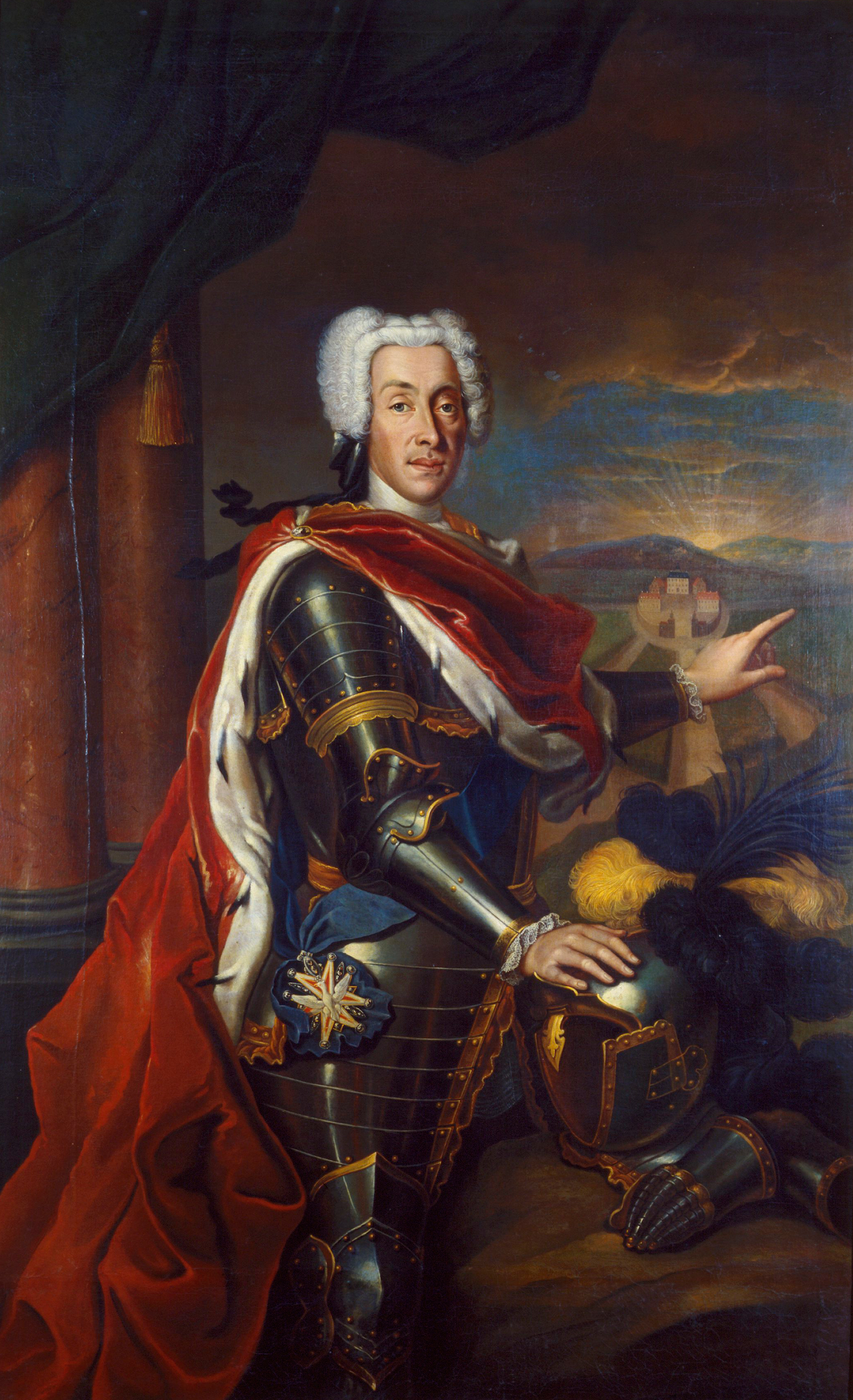
Портрет Ернста Августа пензля невідомого майстра

Чоловік —  Ернст Август I, герцог Саксен-Веймарський 
Діти:
- Вільгельм Ернст (1717—1719) — прожив 2 роки;
- Вільгельміна Августа (1717—1752) — одружена не була, дітей не мала;
- Йоганн Вільгельм (1719—1732) — прожив 13 років;
- Шарлотта Агнеса (1720—1724) — прожила 4 роки;
- Йоганна Елеонора (1721—1722) — прожила півроку;
- Ернестіна Альбертіна (1722—1769) — дружина графа Шаумбург-Ліппе Філіпа II, мала четверо дітей, які не залишили нащадків;
- Бернардіна Крістіана (1724—1757) — дружина князя Шварцбург-Рудольштадта Йоганна Фрідріха, мала четверо доньок;
- Емануель Фрідріх (1725—1729) — прожив 3 роки.